# ناخمان بن یهودا
ناخمان بن یهودا (عبری: נחמן בן יהודה‎؛ زادهٔ ۸ مارس ۱۹۴۸) جامعه‌شناس، انسان‌شناس اهل اسرائیل است.